# Máy bay tiêm kích đa năng
Máy bay tiêm kích đa năng là máy bay chiến đấu nhằm thực hiện nhiều vai trò khác nhau trong chiến đấu bao gồm khả năng không chiến và có thể trang bị vũ khí chống lại các lực lượng mặt đất của đối phương như bom, Tên lửa

## Định nghĩa
Thuật ngữ "Multirole" ban đầu được dành riêng cho máy bay được thiết kế với mục đích sử dụng khung máy bay chung cho nhiều nhiệm vụ trong đó khung máy bay cơ bản tương tự được điều chỉnh cho một số vai trò khác nhau. Động cơ chính để phát triển máy bay đa nhiệm là giảm chi phí sử dụng khung máy bay thông thường.
Có thể thêm nhiều vai trò hơn, chẳng hạn như trinh sát trên không, điều khiển không khí chuyển tiếp và máy bay chiến tranh điện tử. Các nhiệm vụ tấn công bao gồm sự can thiệp không khí của phân nhóm, ngăn chặn sự phòng không của địch (SEAD), và chi viện không quân trực tiếp (CAS).
Multirole cũng đã được áp dụng cho một máy bay với cả hai vai trò chính, vai trò chiến đấu không đối không chính, và vai trò thứ hai như tấn công không đối mặt. Tuy nhiên, những người được thiết kế với sự nhấn mạnh về chiến đấu trên không thường được coi là máy bay chiến đấu trên không và thường chỉ được triển khai trong vai trò đó, mặc dù chúng có khả năng về mặt lý thuyết về tấn công mặt đất. Một ví dụ điển hình là Tomcat F-14 so với F/A-18 Hornet; F-14 được hình dung ban đầu cho ưu thế trên không và phòng thủ hạm đội với một số biến thể sau đó nhận được khả năng tấn công mặt đất thứ cấp, trong khi chiếc F/A-18 được thiết kế từ lúc khởi động cho các cuộc không kích đối mặt với khả năng giới hạn để tự bảo vệ từ máy bay khác. Trong một trường hợp khác, Eurofighter Typhoon và Dassault Rafale được phân loại là những chiến binh đa năng; tuy nhiên Typhoon thường được coi là máy bay chiến đấu trên không vì khả năng chiến đấu cao hơn trong khi khả năng tấn công của nó có tải trọng bom nhẹ hơn so với các máy bay đương thời, so với Rafale cân bằng hơn, hy sinh khả năng không chiến cho trọng tải nặng hơn.